# Joseph Ebuya
Joseph Ebuya (ur. 20 czerwca 1987 w Nyahururu) – kenijski lekkoatleta specjalizujący się w biegach długich.
Dwa razy stawał na podium mistrzostw świata juniorów w roku 2006. Czterokrotny złoty medalista mistrzostw świata w przełajach.

## Osiągnięcia
| Rok  | Impreza                             | Miejsce   | Konkurencja        | Lokata      | Wynik    |
| ---- | ----------------------------------- | --------- | ------------------ | ----------- | -------- |
| 2006 | Mistrzostwa świata w przełajach     | Fukuoka   | bieg juniorów      | 4. miejsce  | 23:59    |
| 2006 | Mistrzostwa świata w przełajach     | Fukuoka   | juniorzy drużynowo | 1. miejsce  |          |
| 2006 | Mistrzostwa świata juniorów         | Pekin     | bieg na 10 000 m   | 2. miejsce  | 28:52,46 |
| 2006 | Mistrzostwa świata juniorów         | Pekin     | bieg na 5000 m     | 3. miejsce  | 13:42,93 |
| 2006 | Igrzyska Wspólnoty Narodów          | Melbourne | bieg na 5000 m     | 4. miejsce  | 13:05,89 |
| 2006 | Światowy finał lekkoatletyczny IAAF | Stuttgart | bieg na 3000 m     | 8. miejsce  | 7:43,31  |
| 2007 | Mistrzostwa świata                  | Osaka     | bieg na 5000 m     | eliminacje  | 13:48,21 |
| 2007 | Światowy finał lekkoatletyczny IAAF | Stuttgart | bieg na 3000 m     | 2. miejsce  | 7:49,70  |
| 2007 | Światowy finał lekkoatletyczny IAAF | Stuttgart | bieg na 5000 m     | 4. miejsce  | 13:40,43 |
| 2008 | Mistrzostwa świata w przełajach     | Edynburg  | bieg seniorów      | 4. miejsce  | 34:47    |
| 2008 | Mistrzostwa świata w przełajach     | Edynburg  | drużynowo          | 1. miejsce  |          |
| 2009 | Mistrzostwa świata                  | Berlin    | bieg na 5000 m     | 13. miejsce | 13:39,59 |
| 2010 | Mistrzostwa świata w przełajach     | Bydgoszcz | bieg seniorów      | 1. miejsce  | 33:00    |
| 2010 | Mistrzostwa świata w przełajach     | Bydgoszcz | drużynowo          | 1. miejsce  |          |

## Rekordy życiowe
| Konkurencja           | Rezultat | Data             | Miejsce  |
| --------------------- | -------- | ---------------- | -------- |
| Bieg na 3000 metrów   | 7:34,62  | 29 lipca 2008    | Monako   |
| Bieg na 2 mile        | 8:18,33  | 26 maja 2007     | Hengelo  |
| Bieg na 5000 metrów   | 12:51,00 | 14 września 2007 | Bruksela |
| Bieg na 10 kilometrów | 27:33    | 6 kwietnia 2008  | Brunssum |